# The Legend of Speed
Série
Full Throttle
(1995)
Pour plus de détails, voir Fiche technique et Distribution.
The Legend of Speed (烈火戰車２ 極速傳說, Lit feng chin che 2: Gik chuk chuen suet) est un film hong-kongais réalisé par Andrew Lau, sorti en 1999. C'est la suite du film Full Throttle sorti en 1995.

## Synopsis
Sky participe à des courses illégales de voitures et de motos sur les grands axes de Hong Kong. Considéré comme le meilleur et adulé par les autres participants, il est défié par Tang, tout juste sorti de prison. Commence alors un duel haletant où l'honneur et la vie des concurrents sont en jeu.

## Fiche technique
- Titre : The Legend of Speed
- Titre original : 烈火戰車２ 極速傳說 (Lit feng chin che 2: Gik chuk chuen suet)
- Réalisation : Andrew Lau
- Scénario : Manfred Wong
- Musique : Chan Kwong-wing
- Photographie : Andrew Lau
- Montage : Marco Mak
- Décors : James Choo
- Production : Manfred Wong
- Société de production : China Star Entertainment et Win's Entertainment
- Pays d'origine : Hong Kong
- Format : Couleurs - 1,85:1 - Dolby Digital - 35 mm
- Genre : Action et thriller
- Durée : 109 minutes
- Date de sortie : 18 décembre 1999 (Hong Kong)

## Distribution
- Ekin Cheng : Sky
- Cecilia Cheung : Nancy
- Moses Chan : Paddy
- Stephanie Che
- Blackie Ko : Black Tone
- Kelly Lin : Kelly
- Simon Yam : Tang Fung

## Autour du film
- The Legend of Speed a fait l'objet d'un remake américain, Fast and Furious, réalisé en 2001 par Rob Cohen.

## Voir également